# Mdaga
Koordinaten: 12° 12′ 32″ N, 15° 7′ 35″ O
Mdaga ist eine archäologische Ausgrabungsstätte im heutigen Tschad, ca. 14 km nördlich von N’Djamena (ehemals Fort Lamy) gelegen. Nach diesem Ort ist die Mdaga-Kultur benannt. Hier ließ sich der Übergang von der späten Stein- zur Eisenzeit recht gut beobachten.
Die Ruinenstätte hat eine elliptische Form und ist dabei ca. 300 m lang und 185 m breit. Sie liegt am Linia, einem Nebenfluss des Chari, der nur zeitweise Wasser führt. Der Ort wurde von 1960 bis 1968 ausgegraben. Es konnten mindestens 12 Schichten unterschieden werden. Die Funde bestanden aus Keramik, Terrakottafiguren, Tierknochen, Knochenwerkzeuge, Steinwerkzeuge und auch Metallobjekte aus Eisen und später dann auch aus Kupfer. Der Ort scheint ab ca. 500 v. Chr. besiedelt gewesen zu sein. Die Eisenartefakte fanden sich ab Schicht 8 und datieren ab ca. 200 v. Chr., wobei Eisenschlacken auf die Verarbeitung des Metalls vor Ort deuten. Die obersten Schichten datieren in das 17. Jahrhundert.
Hausstrukturen konnten nicht gefunden werden, doch sind diese indirekt durch Feuerstellen nachgewiesen. Es fanden sich Bestattungen, die teilweise Grabbeigaben enthielten, wie Straußeneiperlen und einer Tonkopfstütze.